# Петропавлівка (Волноваський район)
Петропа́влівка — село Великоновосілківської селищної громада Волноваського району Донецької області в Україні.

## Загальні відомості
Відстань до центру громади становить близько 39 км і проходить переважно автошляхом Т 0518.
Землі села межують із територією с. Сонцівка Покровського району Донецької області.

## Населення
За даними перепису 2001 року населення села становило 87 осіб, із них 90,8 % зазначили рідною мову українську, 8,05 % — російську та 1,15 % — білоруську мову.